# Приволзьке сільське поселення (Маріїнсько-Посадський район)
Приво́лзьке сільське поселення (рос. Приволжское сельское поселение) — муніципальне утворення у складі Маріїнсько-Посадського району Чувашії, Росія. Адміністративний центр — присілок Нерядово.
Станом на 2002 рік існували Астакасинська сільська рада (присілки Астакаси, Дубовка, Тінсаріно), Нерядовська сільська рада (присілки Амачкіно, Водолієво, Демешкіно, Нерядово, Пущино) та Шульгинська сільська рада (село Кушниково, присілки Нове Кушниково, Ураково, Шульгино).

## Населення
Населення — 1043 особи (2019, 1180 у 2010, 1328 у 2002).

## Склад
До складу поселення входять такі населені пункти:
| Населений пункт          | Населення, осіб (2002) | Населення, осіб (2010) |
| ------------------------ | ---------------------- | ---------------------- |
| Амачкіно, присілок       | 23                     | 23                     |
| Астакаси, присілок       | 304                    | 269                    |
| Водолієво, присілок      | 8                      | 15                     |
| Демешкіно, присілок      | 4                      | 9                      |
| Дубовка, присілок        | 326                    | 324                    |
| Кушниково, село          | 126                    | 113                    |
| Нерядово, присілок       | 56                     | 48                     |
| Нове Кушниково, присілок | 50                     | 33                     |
| Пущино, присілок         | 40                     | 23                     |
| Тінсаріно, присілок      | 225                    | 195                    |
| Ураково, присілок        | 87                     | 70                     |
| Шульгино, присілок       | 79                     | 58                     |